# Lago Vembanad
El lago Vembanad (en malabar: വേമ്പനാട്ടു കായല്‍, Vembanad Kayal o Vembanad Kol; en inglés: Vembanad Lake) es el lago más largo de la India, uno de los mayores del país y también el lago más grande del estado de Kerala. Forma parte de un gran humedal, el sistema de humedales Vembanad que cubre una superficie de 2.033 km² y que desde el año 2002 es un sitio Ramsar.

## Geografía e hidrografía
El lago tiene diferentes nombres según sea la región en la que esté:
- el lago Punnamada (en malabar: പുന്നമടക്കായല്‍) es la parte del lago Vembanad situada en la región de Kuttanad del distrito de Alappuzha. Es en esta parte del lago donde se celbra la afamada Regata Trofeo Nehru (Nehru Trophy Boat Race).[2]

- el lago de Kochi (en malabar: കൊച്ചിക്കായല്‍) es la parte del lago Vembanad que se encuentra en y alrededor del Kochi continental. Entre los varios grupos de pequeñas islas que forma el lago de Kochi están Vypin, Mulavukad, Vallarpadam, isla de Willingdon, etc. En esta parte del lago de Kochi está el homónimo puerto de Kochi, que se construyó alrededor de las islas de Willingdon y de Vallarpadam .

El sistema del humedal Vembanad cubre un área de más de 2.033,02 km² siendo el mayor humedal de la India. De este total, un área de 398,12 km² se encuentran por debajo del nivel del mar y un total de 763,23 km² por debajo de 1 m. El lago está rodeado por los distritos de Alappuzha, Kottayam y Ernakulam. Se encuentra en el nivel del mar , y está separado del mar de Arabia por una estrecha isla barrera. Hay muchos canales que enlazan este lago y otros lagos costeros localizados al norte y al sur. El lago rodea las islas de Pathiramanal, Perumbalam y Pallippuram. El lago Vembanad tiene aproximadamente 14 km en su punto más ancho. El lago es una parte del sistema de humedales Vembanad-Kol, que se extiende desde Alappuzha, en el sur, hasta Azheekkode, en el norte, que lo hacen con mucho, el lago más largo de la India (96,5 km). El lago es alimentado por 10 ríos que desembocan en él, incluyendo los seis ríos más importantes del centro de Kerala, es decir, los ríos Achenkovil, Manimala, Meenachil, Muvattupuzha, Pamba y Periyar. El área total drenada por el lago es 15.770 km², que representa el 40% del área del estado de Kerala. Su escorrentía superficial anual es de 21.900 mm, casi el 30% de los recursos de agua superficiales totales del estado.
El lago se ha convertido en un importante destino turístico en los últimos años gracias a su belleza paisajística. El lugar más popular en sus riberas es la Villa Turística Kumarakom, situada en la costa este. El Santuario de Aves Kumarakom está situado en la periferia norte de la aldea de Kumarakom. El sistema del humedal Vembanad se incluyó en la lista de humedales de importancia internacional, como lo define la Convención de Ramsar para la conservación y utilización sostenible de los humedales en el año 2002. Es el más grande de los tres sitios Ramsar en el estado de Kerala. El lago Vembanad ha sido muy reclamado en el transcurso del siglo pasado con el área de difusión del agua a partir de la reducción de 290,85 km² en 1917 a 227 km² en 1971 y 213,28 km² en 1990. En el mismo período casi 63,62 kmde extensión de antigua agua fueron recuperados principalmente por la formación de polders y ampliaron la extensión de la isla Wellington del puerto de Cochin. El lago se enfrenta a una crisis ecológica de grandes proporciones y se ha reducido al 37% de su superficie original, como resultado de la recuperación de tierras.

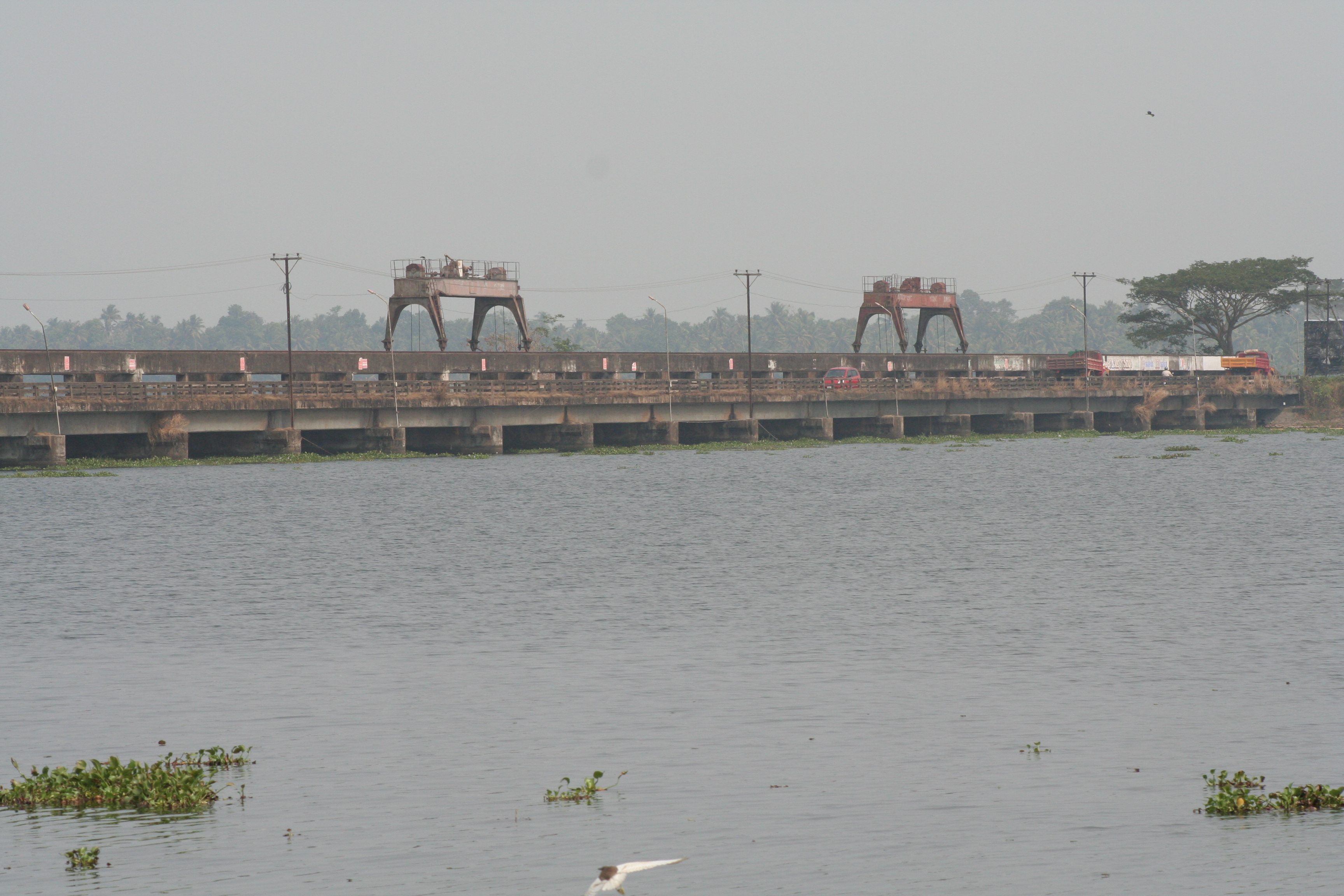
La barrera de Thanneermukkom

Una característica única del lago es la localización de los 1.252 m de largo barrera contra el agua barrera de agua salada de Thanneermukkom. La barrera contra el agua salada fue construida como parte del Plan de Desarrollo Kuttanad (Kuttanad Development Scheme) para impedir la acción de las mareas y la intrusión de agua salada en las tierras bajas de Kuttanad. Es el regulador de barro más grande de la India. Esta barrera esencialmente divide el lago en dos partes: una de agua salobre perenne y la otra, de agua dulce alimentada por los ríos que drenan en el lago. Esta barrera ha ayudado a los agricultores de Kuttanad a liberar la zona de salinidad y a añadir más cultivos en la estación seca. La barrera de Thanneermukkom se encuentra en una de las partes más estrechas del lago Vembanad. Solo dos terceras partes del número original de las compuertas se abren en julio para liberar el flujo de las inundaciones. Estas compuertas permanecen cerradas hasta mediados de noviembre. El principal inconveniente de la estructura ha sido la pérdida de oportunidades para los peces marinos y camarones de migrar río arriba y un aumento en el crecimiento de malezas en el sentido ascendente y, por último, que ha restringido severamente la descarga natural de contaminantes. La barrera de Thanneermukkom también ha creado problemas ecológicos, sobre todo, la propagación desenfrenada de los jacintos de agua en agua dulce.

## Ciudades
El puerto de Kochi (Cochin) se encuentra a la salida del lago al mar de Arabia. En Cochin, el tramo desde Kochi Azhi hasta Munambam Azhi, los serenos remansos son popularmente conocidos como Veeranpuzha. Se trata de la extensión norte del lago Vembanad. La ciudad de Alappuzha (también conocida como Allepey), a veces llamada «la Venecia de Oriente» por su gran red de canales que serpentean por la ciudad, se encuentra entre el lago y el mar de Arabia. El Vallam Kali (la Regata Snake) que se celebra cada año en agosto es una gran atracción. Más de 1,6 millones de personas viven en las orillas del lago Vembanad y, directa o indirectamente, dependen de él para su subsistencia.

## Turismo

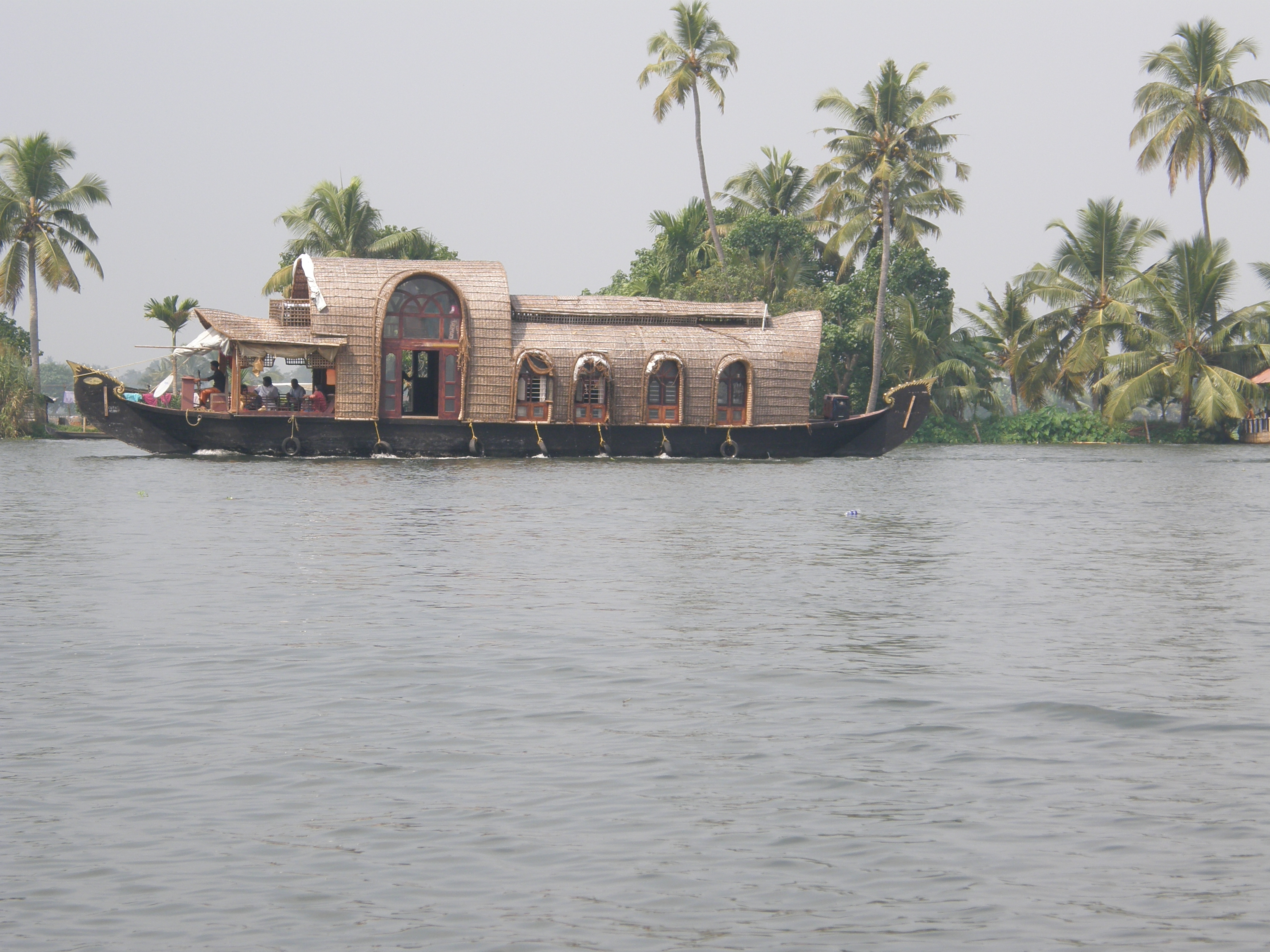
Casa-barco en el lago Vembanadu

El lago Vembanad está en el corazón del turismo de los Kerala Backwaters, con cientos de kettuvallams que se entrecruzan y acomodan numerosas estaciones en sus orillas. El Santuario de Aves Kumarakom está situado en la costa oriental del lago. El lago es famoso por su belleza escénica y se ha convertido en una importante atracción turística.

## Transporte interior
El sistema del humedal Vembanad ha formado una intrincada red de estuarios, lagoons y canales que se extienden, de norte-sur, más de 196 km y de este-oeste, unos 29 km. Casi todos los pueblos en estas áreas son accesibles mediante transporte por agua. Los ríos más importantes, Muvattupuzha, Meenachil, Pamba y Achencovil, son navegables hasta unos 30 km aguas arriba del alcance de las mareas. El segmento Kottappuram-Kollam del sistema de canales de la costa oeste tiene un tramo importante que pasa por el lago Vembanad y se extiende un total de 209 km. Ha sido declarado como un canal nacional (National Waterway).

## Importancia ecológica

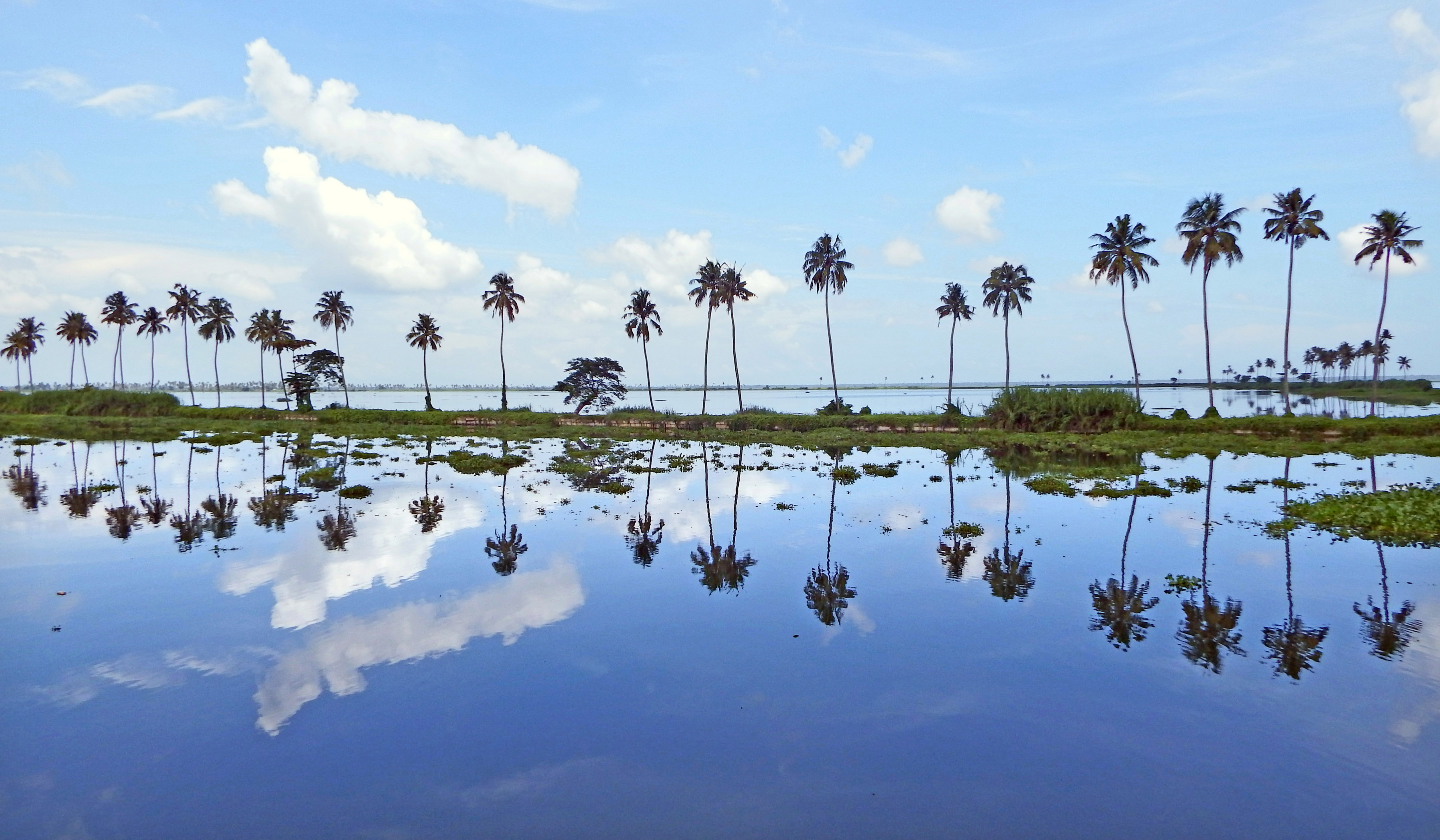
Kumarakom es un popular destino turístico ambientado en el lago Vembanad.

El humedal Vembanad Kol fue incluido en la lista de humedales de importancia internacional, según son definidos por la Convención de Ramsar para la conservación y utilización sostenible de los humedales. Es el hogar de más de 20.000 aves acuáticas en la India, la tercera mayor población en la India. También es un hábitat ideal para los camarones. Los principales modos de vida de las personas que viven en las orillas del lago son la agricultura, la pesca, el turismo, la navegación interior, el enriado de coco y la recolección de conchas en el limo. La minería sin control de conchas del lecho del lago es también una amenaza para el ecosistema. Los efluentes de aguas residuales y la pesada carga de material orgánico liberado de las áreas vecinas, incluida la facultad de medicina de Alappuzha, están permitidos en sus aguas y son los responsables de la disminución del contenido de oxígeno disuelto en el agua en este cuerpo de agua.

## Tragedia en el lago
El 27 de julio de 2002 veintinueve personas murieron cuando una embarcación sobrecargada naufragó en el lago Vembanad. El barco transportaba más del doble de personas que su capacidad prevista. El barco era un servicio diario de ferry que conecta Muhamma pueblo en la costa oeste de Kumarakom en el este. La multitud iba a escribir para una prueba de PSC. The crowd were going in for writing a PSC test.

## Galería de imágenes

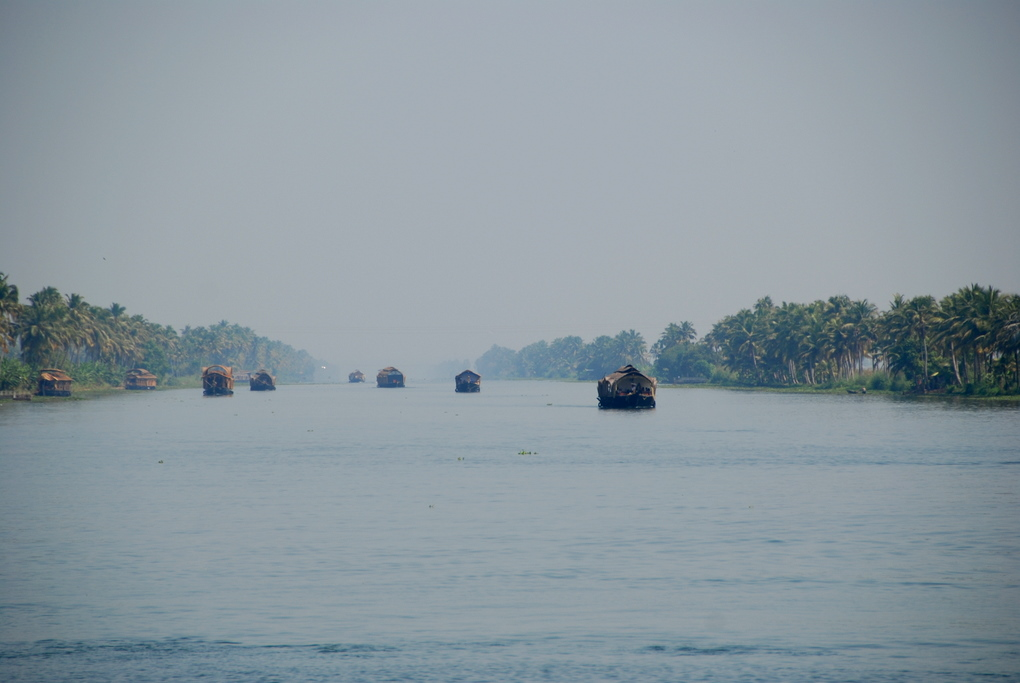
Alrededor de 400 casas flotantes operan en la zona, esta es la ruta del agua a Kottayam
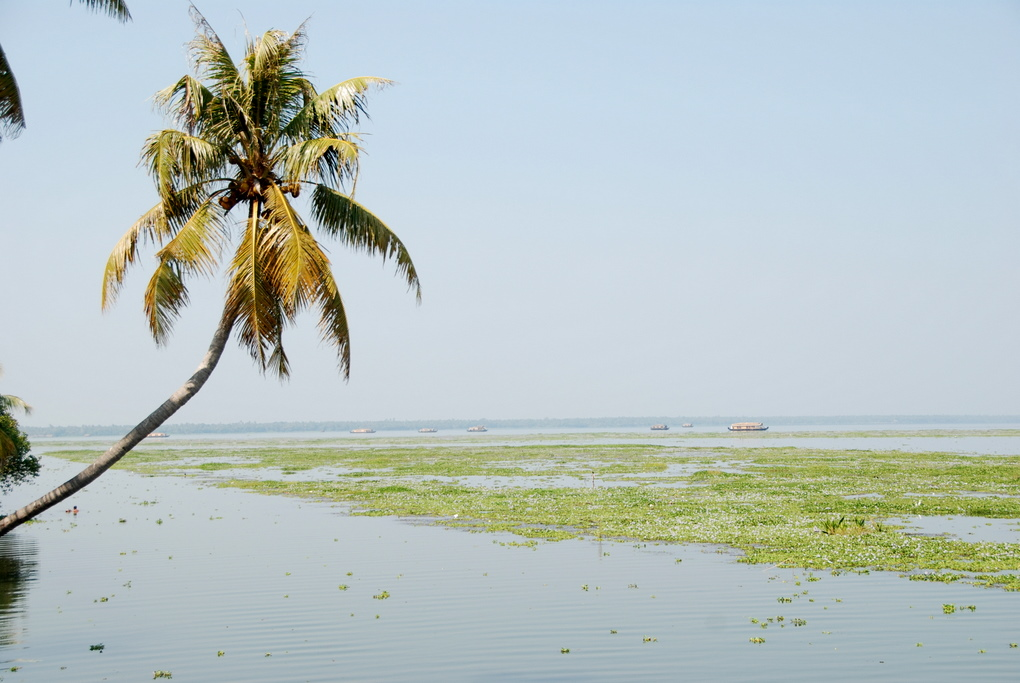
Un arqueado cocotero en los canales del lago
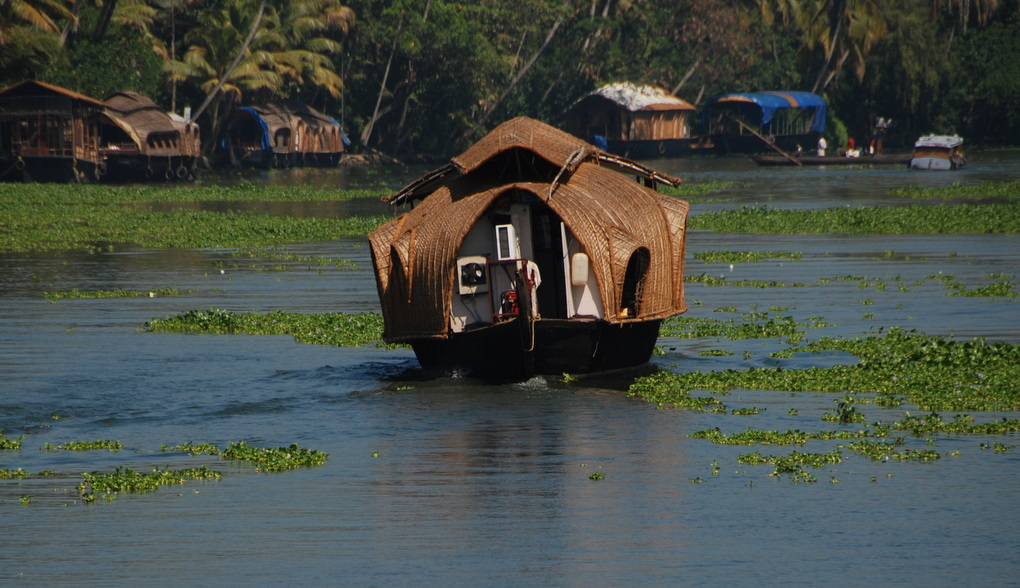
Lujosas casas flotantes ofrecen comodidades de un 3 estrellas, en términos de alojamiento y comida
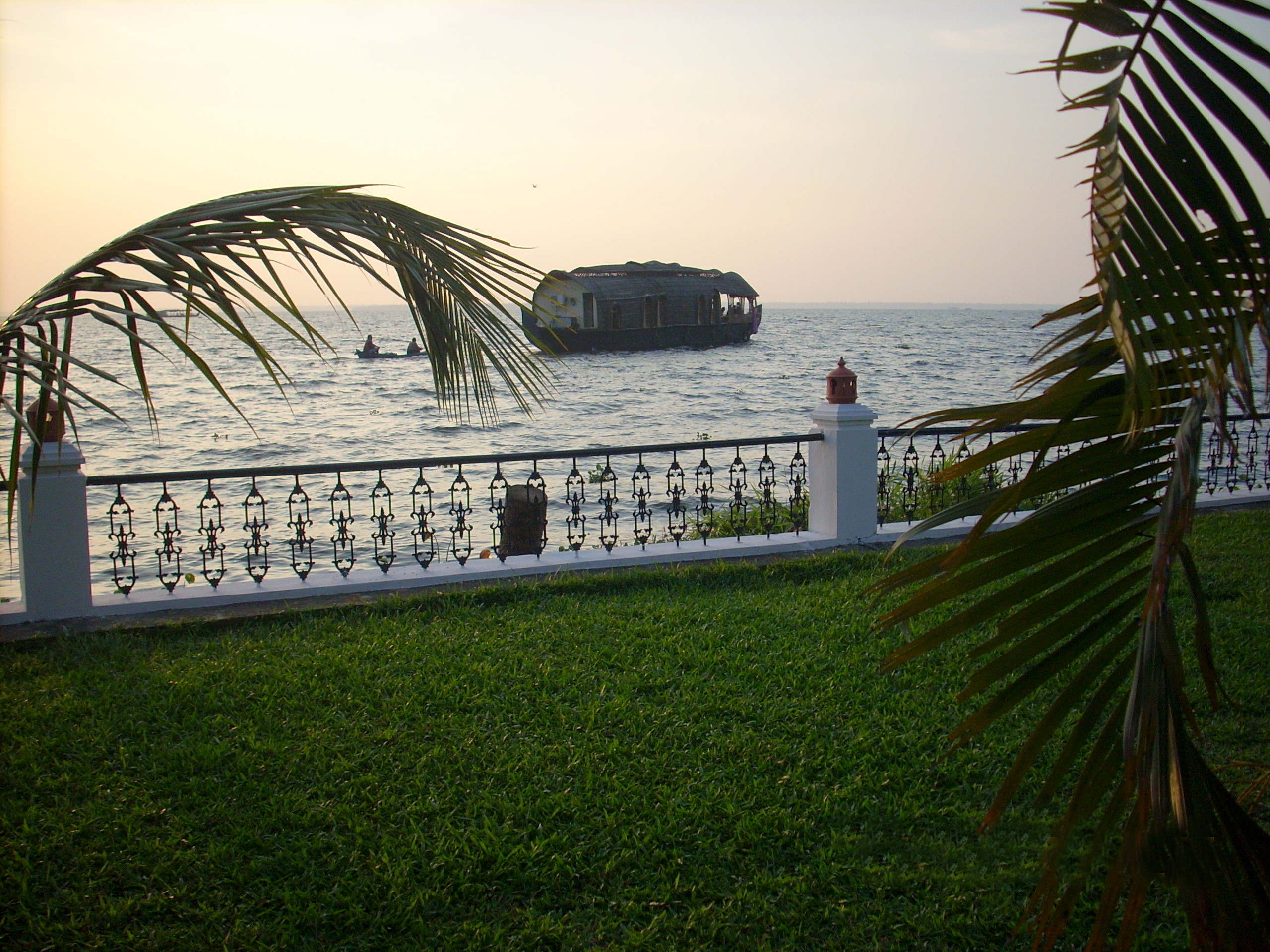
Una vista del lago desde un complejo turístico en Kumarakom
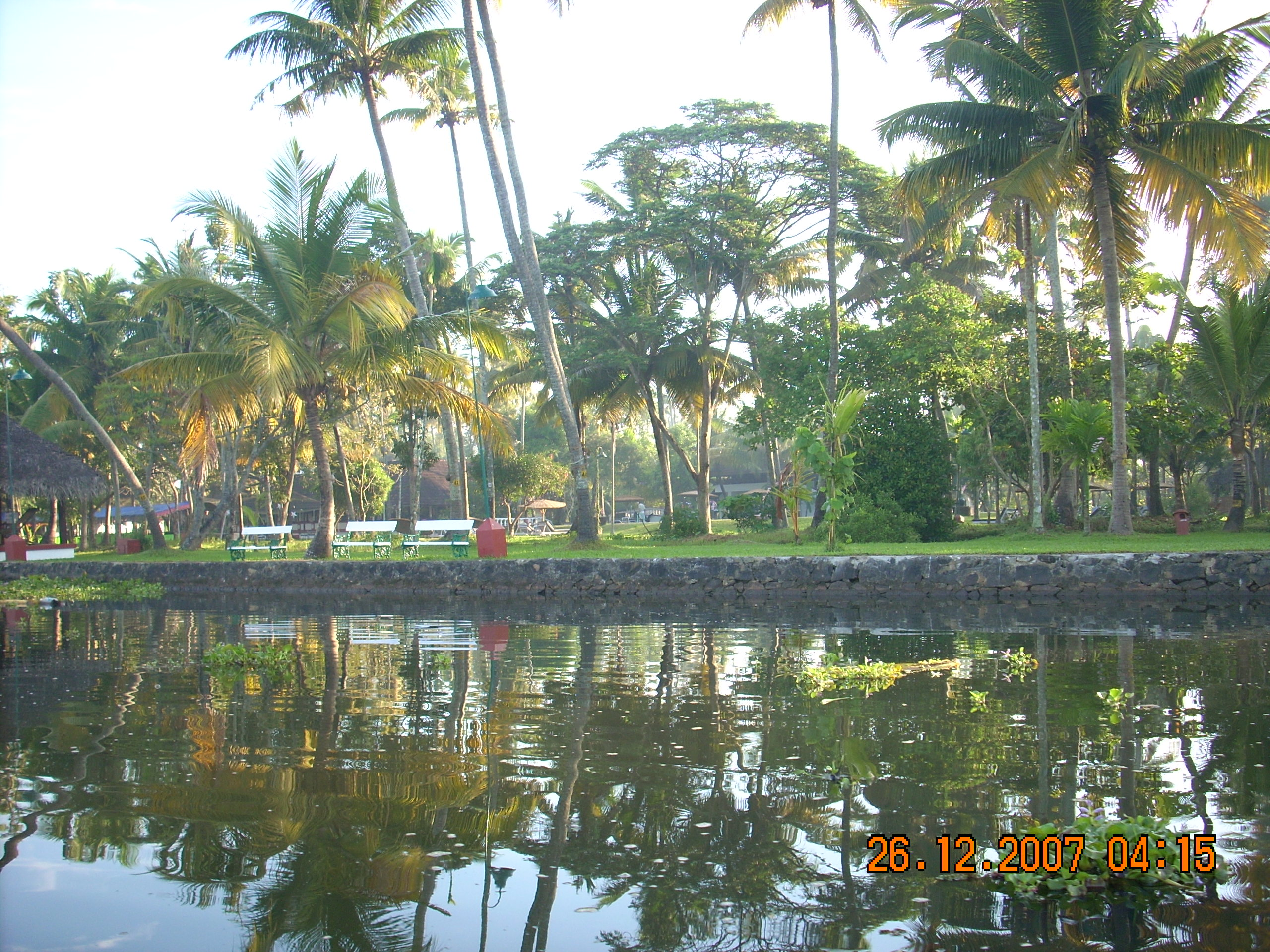
Un resort a orillas del lago Vembanad en Kumarakom
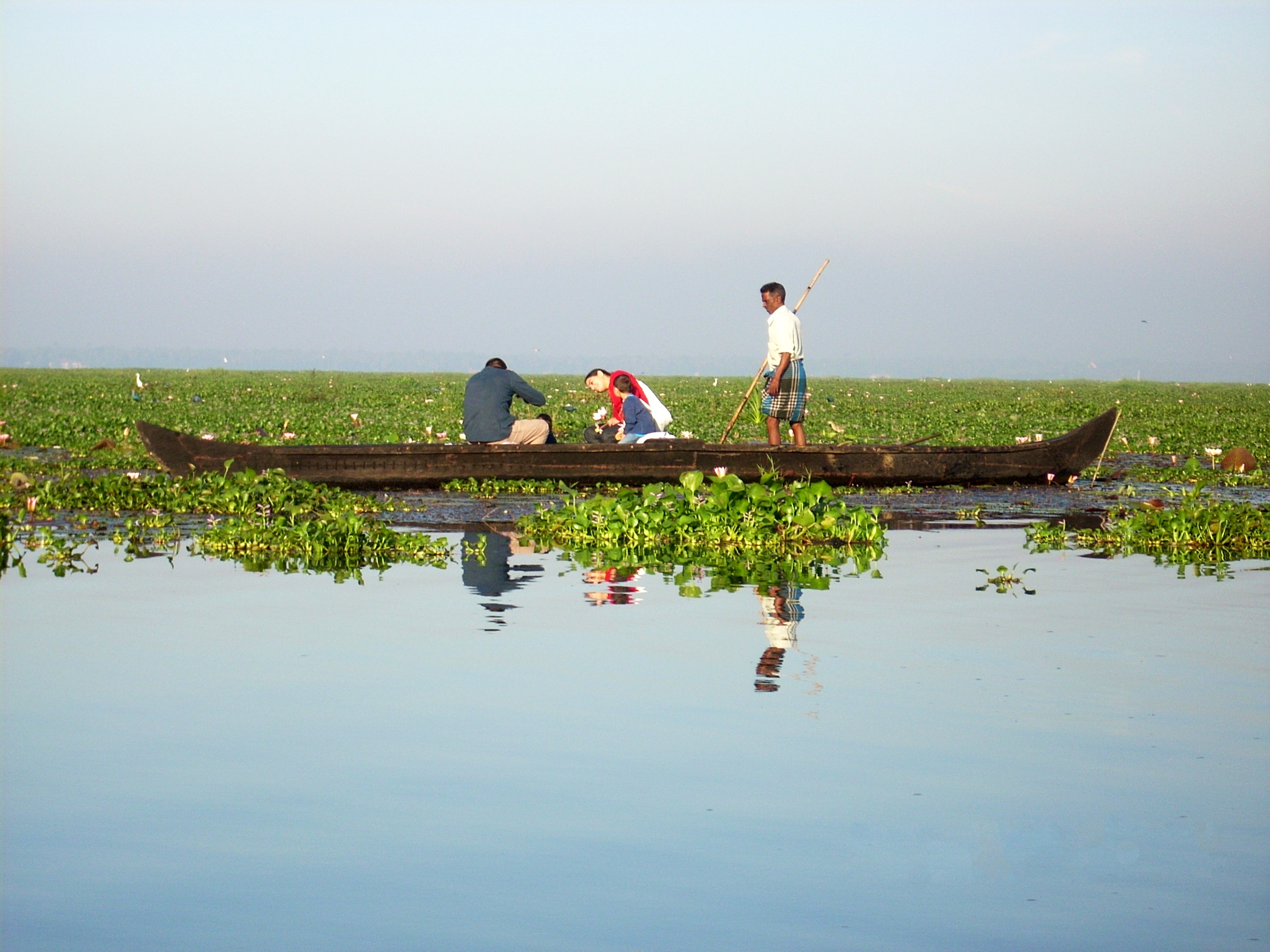
Turistas en un bote del país en el Vembanad
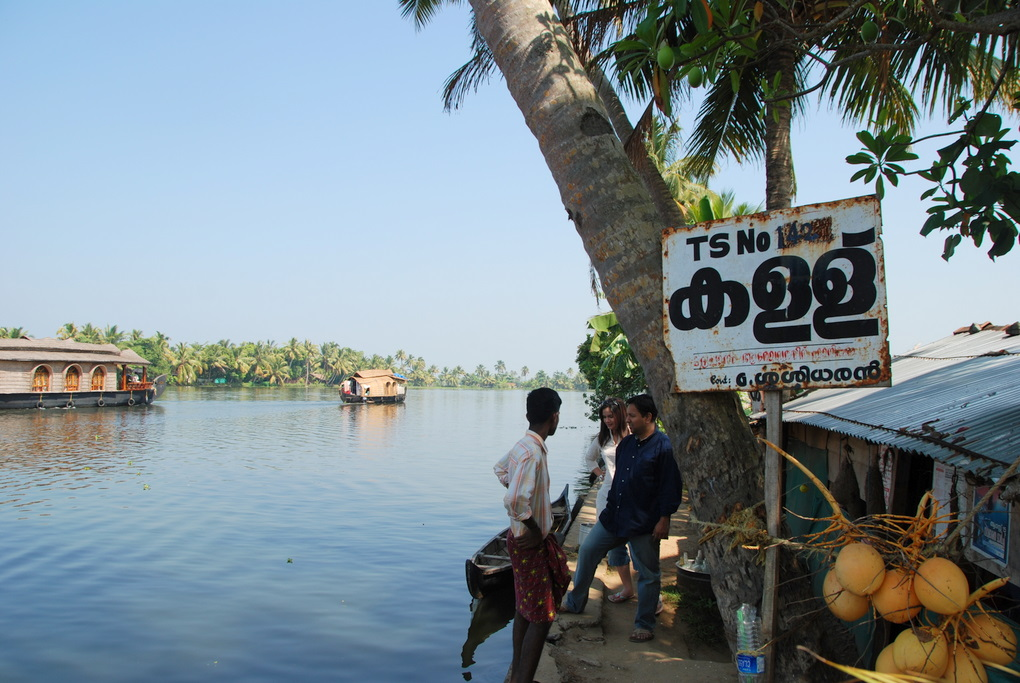
"Kallu shap" de licor tradicional
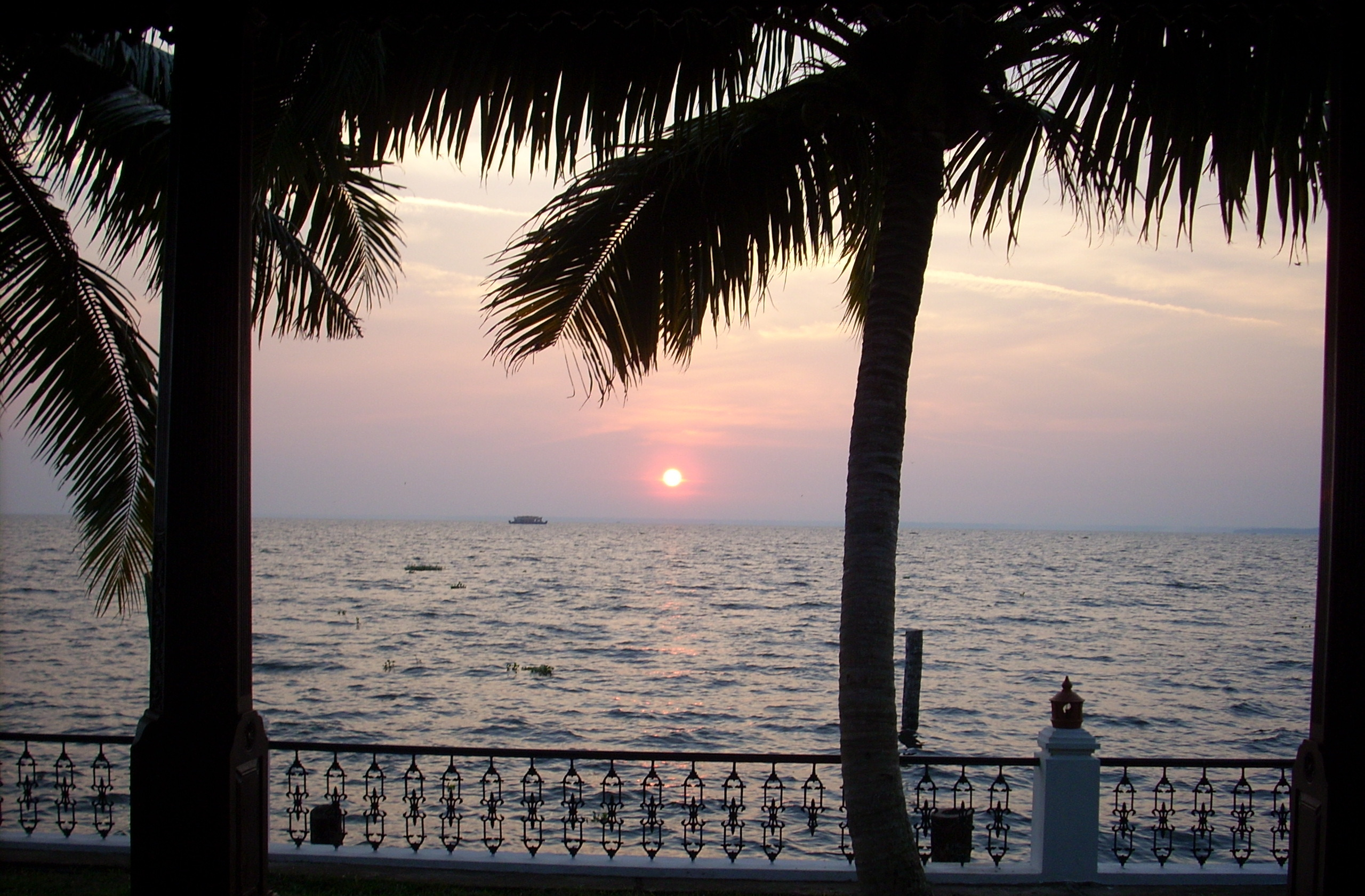
Puesta de sol en el lago Vembanad
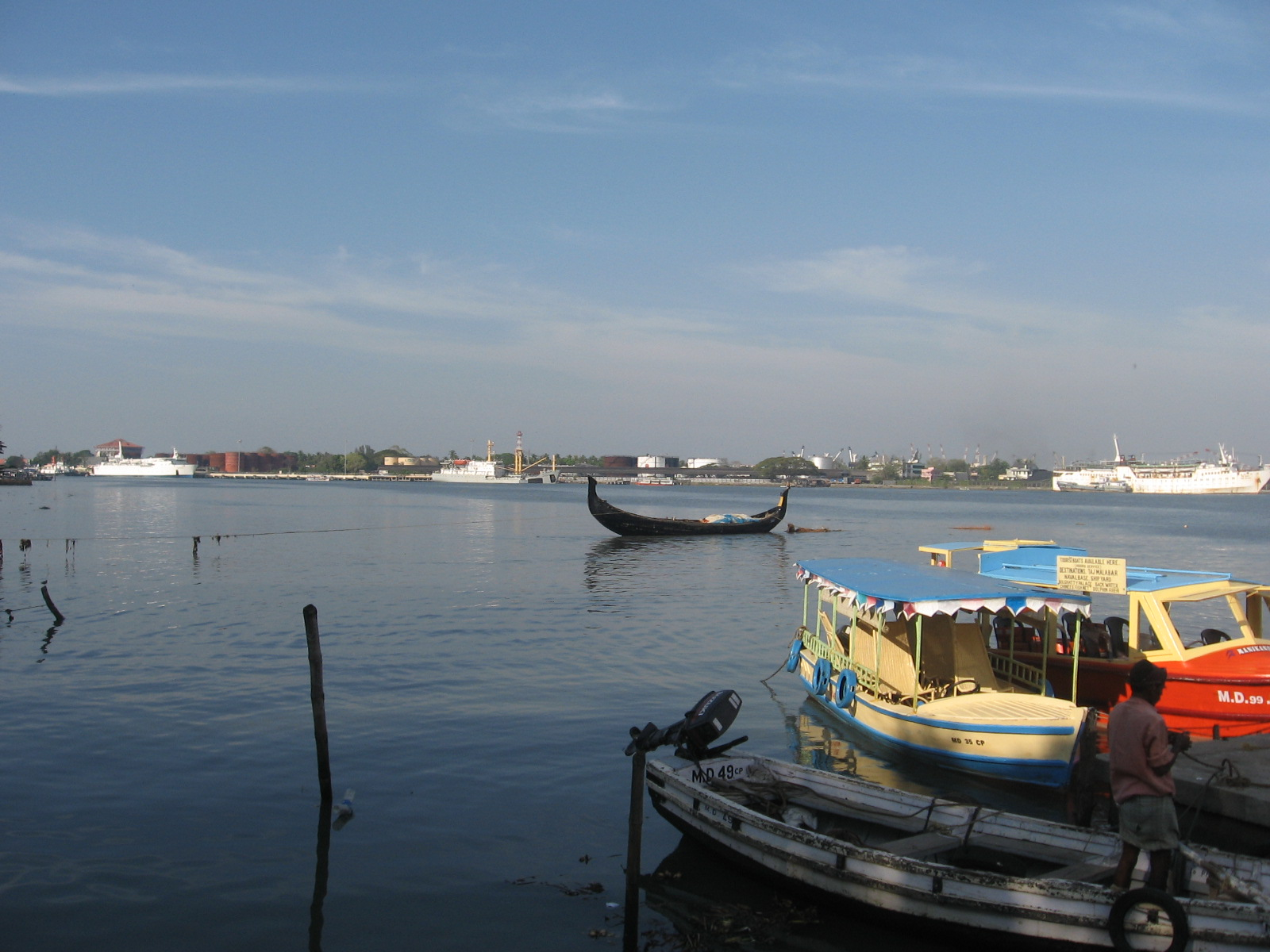
El lago Vembanad se abre al mar en Kochi
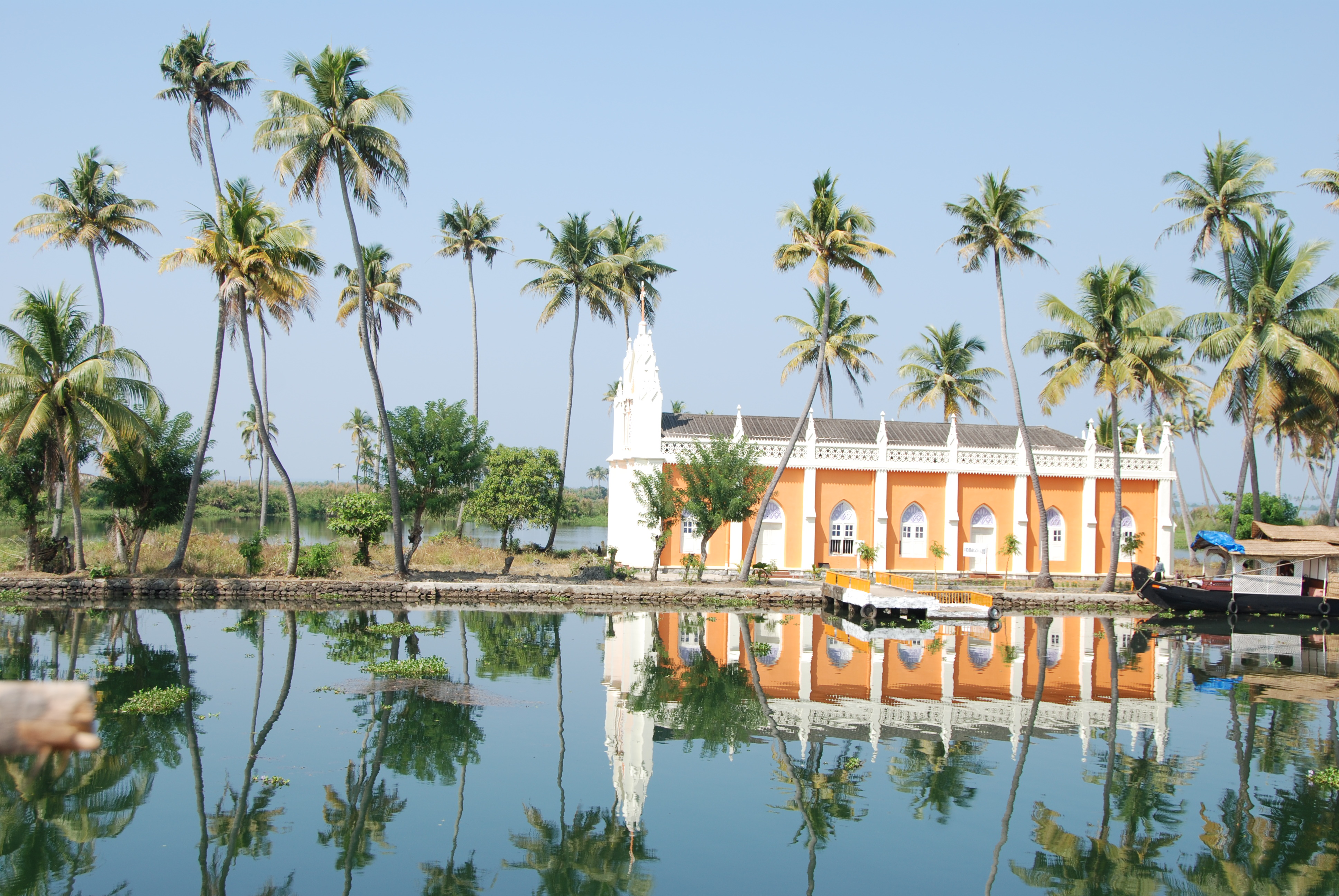
Iglesia de Bethlaham en el lago Vembanad
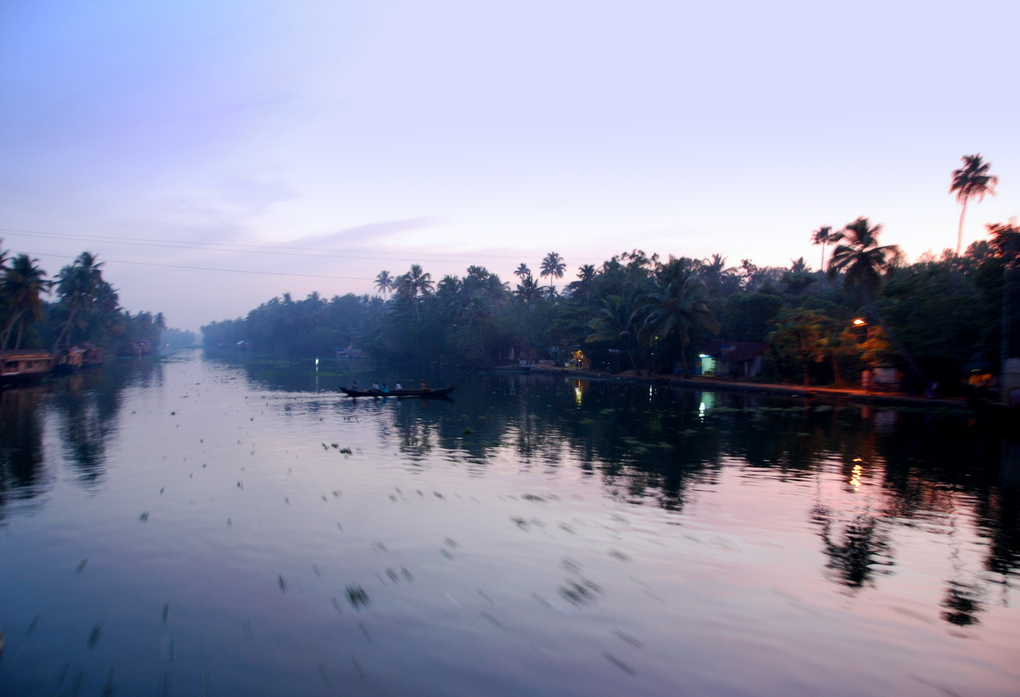
Atardecer a lo largo de los canales de Vembanad

- Datos: Q2641899
- Multimedia: Vembanad Lake / Q2641899

Archivo:House Boat DSW.jpg|Una casa flotante en el lago